# 張賓
張 賓（ちょう ひん、? - 322年）は、五胡十六国時代後趙の政治家。字は孟孫。趙郡中丘県の出身。父は中山郡太守の張瑶。漢人参謀として石勒の覇業を支え、後趙樹立の立役者となった。石勒からは絶大な信頼を寄せられ、「右侯」と呼び敬われた。『晋書』では石勒の載記に付伝されており、『十六国春秋』には単独の伝が立てられている。『資治通鑑』では張宝と記載される。

## 経歴

### 若き日
若い頃から学問を好み、経史を広く学んで細かい章句については気に留めなかった。度量が広く小事に拘らない性格で、胸中には大志を有していた。彼はいつも兄弟へ「我の知略や見識は、子房（張良）にさえ引けを取らないと自負している。だが、高祖（劉邦）に巡り合う事が出来ていない」と語っていた。
成長すると晋朝に仕え、中山王 の帳下都督に任じられた。だが、望みの職務では無かったので、病気だと称して辞職した。

### 石勒に仕官
300年初頭、各地で乱が多発して天下が大いに乱れると、匈奴の劉淵は離石で挙兵して漢（後の前趙）を建国した。
308年1月、漢の輔漢将軍石勒は諸将を率いて青州へ進出した。この時、張賓は石勒の姿を見掛けると、自らの親友へ「我はこれまで多くの将を観察してきたが、胡将軍（石勒）のみが共に大事を成すに値する人物だ」と言った。そして、剣を掲げて軍門に出向くと、大声で叫んで石勒に面会を請うた。石勒はこれを迎え入れたものの、当初は大した人物では無いと考えていた。だが、張賓が幾度も策を献じてその言う通りとなると、次第に只ならぬ者と考えるようになっていった。
309年、石勒は鉅鹿・常山を攻略すると、さらに冀州の郡県で100を超える砦を陥とした。これにより10万以上の兵を帰順させると、その中から賢人を集めて政権の中枢を担う組織を作り上げ、これを『君子営』と呼称した。張賓はこの組織の謀主を任せられ、軍功曹に任じられた。
311年1月、石勒は南へ進んで襄陽へ侵攻すると、江漢（長江･漢水一帯）の地で自立しようと考えた。だが、張賓は時期尚早であるとして、北に帰る事を進言した。石勒はこれに従わなかったものの、張賓の進言を評価して参軍都尉・領記室に任じ、位を司馬の次として中軍の全般を選任させた。その後、石勒軍は兵糧輸送の失敗や疫病により兵の大半を失ったので、結局張賓の進言通り江夏から北へ戻った。

### 王弥暗殺
この時期、漢の大将軍王弥は青州で自立を画策するようになり、青州に割拠する左長史曹嶷と連携して独立の算段を進めていた。
6月頃、石勒は蒙城を急襲し、長年に渡り漢の侵攻を阻んでいた兗州刺史苟晞を捕らえ、左司馬として取り立てた。これを聞いた王弥は石勒の功績を妬んだが、敢えてそれを秘匿して石勒へ書を送り「貴公は苟晞を捕えながらこれを殺さずに用いるとは、まさしく神威の表れですな。苟晞を公の左に据え、この王弥を公の右に据えれば、天下もすぐに治まることでしょう」と述べた。この書を見た石勒は、側に控えていた張賓に「王弥は位が重いのに、どうも下手にでているな。本当に我の為に力を尽くすつもりがあるのか」と尋ねると、張賓は「恐らく王公（王弥）は故郷の青州で自立しようとしているのでしょう。出生の地というのは誰しも心が向くものであり、明公（石勒）にも并州を思う心があるでしょう。王公が躊躇って実行に移さないのは、明公がその背後を襲うのではないかと恐れているからです。彼は以前より明公の考えを気にしており、今回の書でそれを測ってきているのです。今の内に彼を取り除かなければ、恐らく曹嶷が合流して彼の羽翼となり、後で悔やんだところでもう手遅れです。彼の側近だった徐邈は既に去り、軍勢も弱体化していますが、その勢いを見るにまだ盛んであります。ここは、誘い出して潰滅させるのが宜しいかと思われます」と答えると、石勒はこれに同意した。
その後、石勒は乞活の陳午と交戦し、王弥もまた乞活の劉瑞と対峙したが、王弥は劣勢に立たされたので石勒に救援を求めた。石勒は援軍を送る気は毛頭無かったが、張賓は進み出て「明公は王公から警戒されて計画（王弥暗殺）を実行出来ない事を、かねてより憂慮しておられました。今、天はそれを解決する好機を我らに授けられたのです。 陳午は小人であり、大敵には成り得ません。ですが王弥は傑物であり、このまま放っておけば我らの害となりましょう」と述べ、援軍を派遣して王弥を助け、油断させるよう勧めた。石勒はこれを容れ、軍を転進させて劉瑞軍を急襲し、これを撃破した。王弥は大いに喜び、これ以降石勒に警戒心を抱く事は無くなった。
10月、石勒は王弥を酒宴に誘い出すと、王弥は疑うことなく宴席に赴き、石勒により斬り殺された。石勒は彼の兵を吸収した事で、その勢力は益々精強となった。

### 石勒の右腕へ
312年2月、石勒は葛陂（汝陰郡鮦陽県にある、現在の河南省駐馬店市新蔡県）に砦を築き、建業侵攻を目論んだ。石勒の到来を知った琅邪王司馬睿（後の元帝）は諸将に命じ、江南の兵を寿春に集結させた。
当時、3ヶ月に渡って長雨が降り続いており、石勒軍では飢餓に加えて疫病が蔓延していた。これにより石勒は兵の大半を失ってしまい、もはや戦どころではなくなってしまった。檄書が朝夕に次々と陣営に届き、晋軍が刻一刻と接近している事を知ると、進退窮まった石勒は諸将を集めて対応策を検討した。軍議の中では、降伏を勧める者や、敵軍の集結前に夜襲を勧める者など、様々な意見が出た。最後に、石勒は張賓の方を向くと「貴公はどう思うか」と尋ねた。これに張賓は「将軍は（永嘉の乱において）洛陽を攻略し、天子（懐帝）の生け捕りや王侯の殺害、妃主（后妃・妃嬪や公主）の略奪に加担しました。将軍の髮を全て引き抜いたとしても罪の数に及ばない程、彼らは将軍のことを憎んでいるでしょう。降伏という選択肢はまず有り得ません。そもそも王弥を誅殺した後、ここに拠点を構えたのは誤りだったのです。天が数百里に渡って長雨を降らせているのは、将軍にここに留まるべきではないと示しているのでしょう。鄴には険固なる三台（銅雀台、金虎台、氷井台の3つの宮殿）があり、西はすぐ漢都平陽に接して四方を山河によって囲まれています。まさしく要害の地勢を有しております故、ここに拠点を移すべきです。背く者を討って降伏する者を慰撫し、その上で河北が平定されれば、将軍の右に出る者はいなくなりましょう。今、晋軍が迫ってきていますが、彼らは寿春を守る為に出兵したにすぎません。我々が軍を返したと聞けば、喜んで兵を退くことでしょう。奇兵で襲撃する暇などありますまい。念のために先に輜重を北道に沿って先発させ、将軍は大軍を率いて南下して寿春に向かう振りをするのです。輜重が十分遠くまで行ってから、大軍をゆっくりと転進させれば、進退を恐れる事などありません」と答えた。これを聞いた石勒は服の裾を払って立ち上がり、髯を震わせると「張賓の計こそ正しい」と述べ、その方針を採用した。また、張賓を右長史に昇進させ、さらに中塁将軍を加えた。これ以後、石勒は張賓を名指しで呼ぶ事は無くなり、『右侯』と呼び敬うようになった。 
石勒が葛陂を出発すると、石虎に騎兵2千を与えて寿春に向かわせた。石虎は江南からの米や布を積んだ輸送船に気を取られて守備の備えをしなかった為、晋将紀瞻から攻撃を受けたが、紀瞻は敢えて深入りせずに寿春に軍を退いた。これも張賓の言の通りであった。

### 襄国に拠る
同年、石勒は葛陂から北に向かったが、その途上で深刻な飢餓状態に陥った。軍が東燕まで達すると、向冰という人物が兵数千を擁して枋頭に割拠していた。石勒は棘津から北に渡河しようと考えていたが、向冰が待ち構えているだろうと思い、諸将を集めて策を練る事にした。張賓は進み出て「聞くところによると、向冰軍の船は全て河に出ているようです。勇猛な者千人を選抜して、間道を縫って密かに渡河させ、その船を急襲して奪い取りましょう。その後に大軍を渡河させてしまえば、向冰を生け捕りにする事など造作も無い事です」と献策すると、石勒はこれに従った。
7月、支雄・孔萇を文石津から筏を使って慎重に渡河させ、石勒自らは酸棗から棘津へと向かった。向冰は石勒襲来を知ると船を集めて迎撃しようとしたが、既に支雄らは渡河を完了させて向冰の砦門に到達していた。そして、船30艘余りを奪い取ると、兵を全て渡河させていた。さらに、3ヶ所に伏兵を配置し、向冰が挑発に乗り撃って出た所を挟み撃ちにして破った。この勝利によって石勒は兵糧を手に入れ、軍は息を吹き返した。
さらに進軍して鄴を急襲すると、北中郎将劉演が守る鄴城の三台を攻撃した。諸将はみな三台を攻略して拠点とすべきだと主張していたが、その中で張賓だけは「劉演はまだ数千を従えております。加えて、三台が険固な地である事を考え合わせますと、決着はすぐにはつかないと思われます。そこで、ここは一旦退いて自滅するのを待つべきでしょう。王彭祖（王浚）と劉越石（劉琨）は河北平定の最大の障壁ですが、彼らの守備はまだ整えられておりません。先に彼らの討伐に当たるべきです。天下に大乱が起こってから、明公（石勒）は大兵を擁して各地を転戦しておりますが、未だ拠るべき地を持っておりません。これでは志を固める事も出来ず、万全を保って天下を制することは出来ません。地を得た者は栄え、地を失った者は亡ぶものなのです。この地には、邯鄲と襄国という趙の旧都があり、険阻な山を頼みとした要害の地となっています。これら2つの地より1つを取って都とし、その後将軍を四方に放ち、奇略を授けて各地の併呑に当たらせれば、并薊の地方（それぞれ劉琨と王浚の本拠）を平定することが出来ます。弱小勢力でも合わされば、混乱した強国を攻め落とせます。群凶を除く事が出来れば、王業は図れましょう」と進言した。この言葉に石勒は「右侯の計略、まさにその通りである」と述べ、襄国に軍を置き、以後これを活動拠点とした。
さらに張賓は「今、我らがここを拠点とした事で、劉越石と王彭祖の警戒は深まったと思われます。そのため、恐らく我らの防備や物資が整わない内に、決死行を掛けてくるでしょう。広平の諸県は豊作との事ですので、諸将に穀物を徴収させて備えをしておくべきです。また、使者を平陽（漢の都）に派遣し、襄国に拠点を築いたことを伝え、連携を深めておくべきです」と進言した。石勒はこれを聞き入れ、劉聡に上表すると共に、諸将に命じて冀州郡県の砦を攻撃させた。これによってその多くが降伏し、兵糧を石勒の下に送った。

### 段部撃破
同年12月、王浚は石勒討伐の為、督護王昌を始め鮮卑段部の段疾陸眷・段末波らに5万余りを与えて襄国に向かわせた。
この時、襄国城では堀の改修作業が終了していなかったため、石勒は城から離れた所に幾重にも柵を築かせ、さらに砦を設けて守りを固めた。段疾陸眷軍が渚陽まで至ると、石勒は諸将を繰り出して続け様に決戦を挑んだが、全て蹴散らされた。連勝に勢いづいた敵軍は、一気呵成に攻城戦の準備に取り掛かった。この情報が石勒軍に伝わると、兵の間に動揺が走った。石勒は将を集めて軍議を開くと「今、敵がすぐそこまで接近している。我が軍との兵力差を考えれば、包囲攻撃を仕掛けられたらば、解く事は不可能に等しいであろう。外からの救援は無く、籠城しようにも兵糧が底を突きかけている。この現状にあっては、孫武と呉起が生き返ったとしても、守り切る事は出来ないと思われる。そこで我は将士を選抜して、野戦で決戦を雌雄を決しようと考えたのだが、どう思うか」と意見を求めた。だが、諸将はみな守りを固めて敵の疲弊を待ち、撤退を見てから追撃を掛けるべきであると口を揃えた。その為、石勒は張賓と孔萇に名指しで意見を求めた。張賓らは「段疾陸眷らは、来月上旬にも北城に決死行を仕掛けるとの報告があり、後続軍が今まさに大挙して至っております。連日の戦闘で我が軍勢の弱さを知ったためか、我らに野戦などする気概は無いと鷹をくくっており、その内に必ずや注意を怠るようになるでしょう。今、鮮卑において、段部が最も勢い盛んであります。その中にあって、段末波が最も精強であり、彼の下には精鋭部隊が配備されております。これと一戦を交えないということは、敵に我が軍が弱気である事を改めて示す事に他なりません。ここは北壁に穴を開けて20余りの突門を造らせ、敵が軍を整備し終える前にその不意を突いて撃って出るのです。そのまま段末波の陣営を急襲すれば、敵は必ずや慌てふためき、計略を設ける暇も無いでしょう。これこそ『迅雷は耳に及ばず』です。段末波軍が敗れ去ったとなれば、他は自ずと瓦解するでしょう。彼さえ生け捕ることが出来れば、王彭祖（王浚）など遠からず撃ち破れましょう」と応えた。石勒は我が意を得たりと微笑を浮かべると、作戦は決したとして軍議を閉じた。
そして、すぐさま孔萇を攻戦都督に任じて北城に突門を造らせると、想定通り段疾陸眷は北壁の近くに布陣した。孔萇は機を逃さず各突門に配していた伏兵を出撃させると、段部の兵を撃ち破って段末波を生け捕った。これにより、段疾陸眷らは散り散りになって逃げ去った。

### 鄴の統治
313年4月、石虎は鄴城の三台に攻め込むと、これを陥落させた。
同年、石勒は張賓へ「鄴は魏の旧都であり、我はここに都を再建しようと考えているのだが、風俗が乱れており賢人にこれを整備させる必要がある。誰が適任であろうか」と尋ねると、張賓は「かつて晋の東萊郡太守であった南陽の趙彭は、忠義の人にして品行方正で機敏な人物であり、補佐の任にあった時にその才覚を発揮しておりました。将軍がもし彼を任じましたならば、必ずや期待に沿うことでしょう」と答えた。その為、石勒は趙彭を召し出すと、魏郡太守に任じる旨を伝えた。だが、趙彭は石勒の前に出ると「この彭は、かつて晋室に仕えてその禄を食んでいた者です。その晋の宗廟は今や茂みとなり、川の氾濫が東に向かったように、江南へ移ってしまいました。犬馬というものは主を慕い、決して恩を忘れないそうです。明公（石勒）が天意によって事業を起こし、この彭に命を授けたとなれば、これほど光栄なことはありません。しかし、この栄誉を受けると言う事は、二君に仕える事に他ならず、この彭の望む所ではありません。恐らく、明公自身もこれを良くは思わないでしょう。もし、この彭の余命を自由にさせて頂けるのでしたら、明公による恵みであると考えます」と涙ながらに述べたため、石勒は黙り込んでしまった。そこに張賓が「将軍の神旗が通り過ぎた時、晋の貴族や官僚は保身に走り容易に忠節を曲げ、大義ではなく目先の利益で進退を考える者ばかりでした。ですが、趙彭のような賢人であれば、将軍が高祖となったとき、自ずと四公となり得ましょう。いわゆる君臣相知るということであります。これも将軍を不世の高祖とするために必要な事であり、だからこそ趙彭を何としてでも官吏とすべきなのです」と述べると、石勒は大いに喜んで「右侯の言は、我の心を得ている」と称賛した。そして、趙彭に安車駟馬を下賜して卿禄を与えると、子の趙明を参軍に任じた。

### 王浚を討つ
同年5月、石勒は王浚の勢力を併呑することを目論み、先手を打って使者を派遣し、その動向を観察する事にした。これに諸将はみな「羊祜が陸抗に書を送って互いに通じ合ったように、対等に彼と接するべきです」と口を揃えた。この時、張賓は病で床に伏せていたが、石勒は病床の彼の下に赴くと、この件について相談した。すると張賓は「王浚は3部族の力（段部・宇文部・烏桓）を頼みに君主を代行しており、表向きは晋の臣下と称してはいますが、自ら帝位に立つ志を抱いているのは明白です。必ずや勇将・賢臣と協力して事業の完遂を図るでしょう。今、将軍の威声は内外に響き渡り、その動き一つで王浚の存亡に関わります。楚（項羽）が韓信を招いたように、彼は将軍を自分の配下に取り込もうとするでしょう。ここはよく考えて使者を派遣すべきです。ここで疑惑を招いてしまえば、後に奇略を用いようとしても、用いる所が無いでしょう。大事を成す者は、必ず先にへりくだって身を低くするものです。彼の臣下と偽りこれを奉じることが重要であり、親しく対等に接するべきではありません。羊祜と陸抗の話は、ここでは当たらないと思います」と答えた。これに石勒は「右侯の計略の通りである」と感嘆した。
12月、石勒は配下の王子春・董肇に多くの珍宝を持たせて王浚の下へ派遣し、書を渡して王浚を皇帝に奉戴する旨を伝えた。これに王浚は大いに喜び、すぐさま石勒の下に使者を派遣すると、贈り物を渡して返礼とした。
314年2月、石勒は兵を召集して王浚討伐を決行しようとしたが、并州の劉琨や鮮卑・烏桓が後顧の憂いであったため、躊躇してなかなか出発する事が出来なかった。これを見た張賓は進み出て「そもそも、敵国を強襲すると言うのは、その不意を突かねばなりません。軍に出陣準備をさせていながら、幾日経っても出陣されないとは、三方の慮（段部・宇文部・烏桓）が気がかりなのですかな」と尋ねた。石勒は「その通りだ。どうしたらよいだろうか」と問うと、張賓は「王彭祖は幽州に拠っておりますが、それも3部族の力に頼っての事でした。今、その全てが離反し逆に対立している状況です。これはつまり、外からの援護も無しに、我が軍と対しなければならないと言う事に他なりません。幽州は食料に乏しく、人民は皆、粗末な食事で堪え凌いでいる有様です。兵はと言えば、離反する者が現われているため弱体化しており、内に強兵の無いまま、我が軍を防がなければならないと言う事です。大軍が国境に姿を見せただけで、瓦解して収拾不能に陥るでしょう。今、三方の賊は抑えられておりませんが、その智勇は将軍に及ぶわけも無く、将軍が遠征したとしても動く事は出来ないでしょう。しかも奴らは、将軍が千里の遠方である幽州を取れるとは考えていないようです。軽騎であれば、往復に二日と掛かりません。仮に三方の賊が動いたとしても、急ぎ軍を返せばいいのです。機に応じて電撃的に発するのです。好機を逃してはなりません。また、劉琨と王浚と言えば、名目上同じ晋将ですが、実際には仇敵同士です。劉琨には書を送り、人質を送って講和を求めておけば、必ずや喜んで我が方に付くでしょう。王浚が滅ぶのですから、そうなれば王浚を救おうとも、我らを襲おうとも思わないでしょう」と答えた。これを聞いた石勒は「我が長らく悩んでいた事を、右侯は既に理解していたのか。もう迷う事は無いな」と述べ、出征を決断した。
石勒は軽騎兵を率いて夜の明けきらぬ内に出陣し、さらに張慮を劉琨の下に派遣して「我のこれまで犯してきた過ちはとても多く重い。王浚を討つことで少しでも償いたい」と伝えた。以前より王浚を忌々しく思っていた劉琨は、この申し出に大いに喜び「石勒は天命を知るや過ちを省み、連年の咎を反省し、幽州を抜いて善を尽す事を願い出てきた。今この願いを聞き入れ、任を授けて講和する事とした」と述べ、諸州郡に檄文を飛ばして石勒に手を出さないように命じた。
3月、石勒到来が王浚に伝わるも、王浚は石勒を信用しきっていたので、何一つ対策を打たなかった。石勒は入城するとそのまま役所に乗り込み、逃亡を図った王浚を捕らえると、襄国まで護送してその首を刎ねた。
後に濮陽侯に封じられた。

### 流民を収容
317年、司州・冀州・并州・兗州の流民数万戸は遼西に居留していたが、次々に招引されたため、人民は生業を満足に出来なかった。当時、幽州と冀州の間では馬厳・馮䐗が遼西流民を従えて群盗をなしており、孔萇らはこれに攻撃を仕掛けたが、なかなか攻め落とせずにいた。石勒は張賓に良計を尋ねると、張賓は「馮䐗らはもともと、明公に恨みがあるわけではありません。また遼西の流民は皆、故郷への思慕の念を抱いております。今はこれを攻めずに軍を返して体勢を整えるべきです。そして、徳のある者に統治を任せ、仁政を敷いて威武を掲げれば、幽州・冀州の動揺は待たずして静まるでしょう。そうなれば、遼西の流民も時を待たずに帰順してくるでしょう」と答えた。石勒は「右侯の計の通りにしよう」と述べると、孔萇らを帰還させた上で、武遂県令李回を易北都護・振武将軍・高陽郡太守に任じた。馬厳の兵の多くはかつて李潜という人物の部下であり、李回はかつて李潜の府長史であったため、馬厳の兵は李回の威徳を慕っていた。その為、李回が着任したと聞くと、多くの兵が馬厳から離反して李回に帰順した。馬厳は部下が離反した事で恐れを抱き、幽州へと逃亡を図ったが、その途中に水に溺れて溺死した。馮䐗もまた兵を率いて石勒に降伏すると、李回は易京へと移った。数千の流民がこの年だけで石勒に帰順したので、石勒は大いに喜び、張賓の功績を賞して1千戸を加え、前将軍に昇進させた。だが、張賓はこれらを固辞して受けなかったという。

### 後趙樹立
319年10月、張賓は諸将100人余りと共に、石勒に尊号（皇帝）を称するよう勧めた。だが、石勒は書を下して「我は徳が少ないながらも、偶然が重なり今の地位に至るのであり、周囲からの反発を日夜恐れている。それなのに、どうして尊号を称して四方の人から詰られる事など考えるか。かつて、周文（周の文王）は、天下の3分の1を占めながらも殷朝に服属した。小白（桓公）は周室を凌ぐ紀雄があったが、尊崇を続けた。そしうして彼らは国家を殷周よりも強国とした。我の徳は2伯に大きく劣るのだぞ。郷らは即座にこの議を止め、二度と繰り返すことのないように。これより敢えて口にした者は、容赦無く刑に処する」と述べ、取り合わなかった。
11月、張賓は文武官百29人と共に「臣らが聞いたところによると、非常の度には必ず非常の功があり、非常の功があれば必ず非常の事が起きるといいます。三代（夏・殷・周）が次第に衰えると、五覇（春秋五覇）が代わる代わる興り、難を静め時代を救いました。まさに神聖にして英明であると言えましょう。謹んで思いますに、殿下は生まれながらにして聖哲であり、天運に応じてあらゆる世界を鞭撻し、皇業を補佐しました。そのため、全ての大地は困苦から息を吹き返し、嘉瑞や徴祥は日を追って相継ぎ、人望は劉氏を超えたと言え、明公に従う者は、10人いればその内9人となりました。こうして今、山川は静まり、星に変事なく、四海を次々と翻す様を見て天人は思慕敬仰しております。誠に中壇に昇り、皇帝位に即いて、立身出世を図る者達にわずかばかりの潤を授けるべきなのです。劉備が蜀に在し、魏王（曹操）が鄴に在した故事に依って、河内・魏・汲・頓丘・平原・清河・鉅鹿・常山・中山・長楽・楽平の11郡と、趙国・広平・陽平・章武・勃海・河間・上党・定襄・范陽・漁陽・武邑・燕国・楽陵の13郡を併合し、合計24郡、29万戸を以って新しい趙国とする事を求めます。昔に倣って太守から内史に改め、禹貢に倣って魏武が冀州の境を復活させたように、南は盟津、西は龍門、東は黄河、北は塞垣とすべきでしょう。そして、大単于が100蛮を鎮撫するのです。また并州・朔州・司州の3州を廃して、部司を置いて監督させるのです。謹んで願いますに、上は天意に添い、下は群望を汲み取らん事を」と上疏し、再び帝位に即くよう勧めた。石勒はこれを9度辞退したが、なおも百官がみな叩頭して強く請うたので、遂にこの上疏を聞き入れた。ただし、帝位ではなく王位を称した。
石勒が趙王に即位すると、張賓は大執法を加えられた。さらに、朝政を取り仕切るよう命じられ、あらゆる官僚の筆頭に立てられた。
321年、石勒は五品官を定めると、張賓に官吏の選出を委ねた。この後には九品官に改めた。

### 最期
右司馬程遐は長史の張披を大いに信任していたが、張賓は張披の才能を評価して別駕に推挙し、政事に参画させた。程遐は張披が自分の下を離れた事に不満を抱き、同時に張賓の権勢が盛んであることにも敵意を示した。世子の石弘は程遐の甥に当たる人物であったので、それを利用して密かに朝廷における地位を奪おうと画策した。程遐は妹の程氏（石弘の母）へ「張披は張賓と共に遊侠をなし、その門客は日に日に増えて100を超え、物を望めば誰しもがそれを送るようにな有様だ。これは社稷の利とはなりえぬ。張披を除いて国家を安んじるべきだ」と讒言し、石勒にこの事を伝えるよう頼んだ。程氏はこれを石勒に伝えると、石勒は張披に緊急の召集を掛け、すぐに来なかった事を理由にして殺害してしまった。この一件は張賓の耳にも届いたが、程遐の企みと知って敢えて何も反論しなかったという。
張賓が亡くなるのは、その後間もなくの事であった。石勒は自ら葬儀に臨み、悲しみの余り慟哭する様は人々を感動させた。葬る際には正陽門まで見送り、遠くから眺めて涙を流すと、側近へ「天は我に事業を成就させないつもりか！何故に我から右侯をこんなに早く奪ったのか！」と語った。張賓は死後、散騎常侍・右光禄大夫・儀同三司を追贈され、景侯と諡された。
張賓の死後、程遐が代わって右長史に任じられ、権勢を握った。朝臣の中で彼を恐れない者はおらず、みな程氏に取り入るようになった。だが、程遐は石勒の意に沿わない建議を度々行ったので、石勒はいつも「右侯は我を見捨てて逝ってしまった。我はこのような輩（程遐）と事業を共にしなければならなくなった。何と残酷なのだ！」と嘆き、涙を流す日々を重ねたという。

## 人物・評価
張賓が計画を立てる際は、動静を良く図って機会を逃さず、失敗する事は無かった。石勒の基業において張賓の功績はあまりにも多大であったので、石勒からの寵遇は破格であり、当時の群臣の中で及ぶものはなかった。しかし、張賓は謙虚に振る舞う事を忘れず、下士官に対しては胸襟を開いて接したので、賢者・愚者の区別なく心を寄せない者はいなかった。石勒ですら朝会の度に必ず容貌を正してから接する程であり、石勒は常々張賓を賛嘆して「私がいつも大事に臨み、思いを巡らして考えを纏める前に、右侯（張賓）はすでに決心しているのだ」と語っていたという。

## 後世の脚色
明代に作られた『晋書』の演義、酉陽野史の『三国志後伝』（三国志演義の続編、「続三国志」ともいう）では、晋に逆らった武将はみな蜀の武将の末裔になっているため、張賓も蜀の張飛の孫（張苞の子）とされ、作中で活躍する。以下、作中での描写を要約する。
- 張賓は、蜀の姜維から諸葛亮の兵法を授かり、「君の才能はわたしに十倍する」と認められたという。蜀滅亡後は涼州張掖郡に隠れ、曹嶷（魏の曹爽の子孫と本作では設定される）・陳元達らと交わった。劉淵の友人の陳元達に薦められて劉淵に仕官したという。